# 브와디스와프 코시니아크카미시

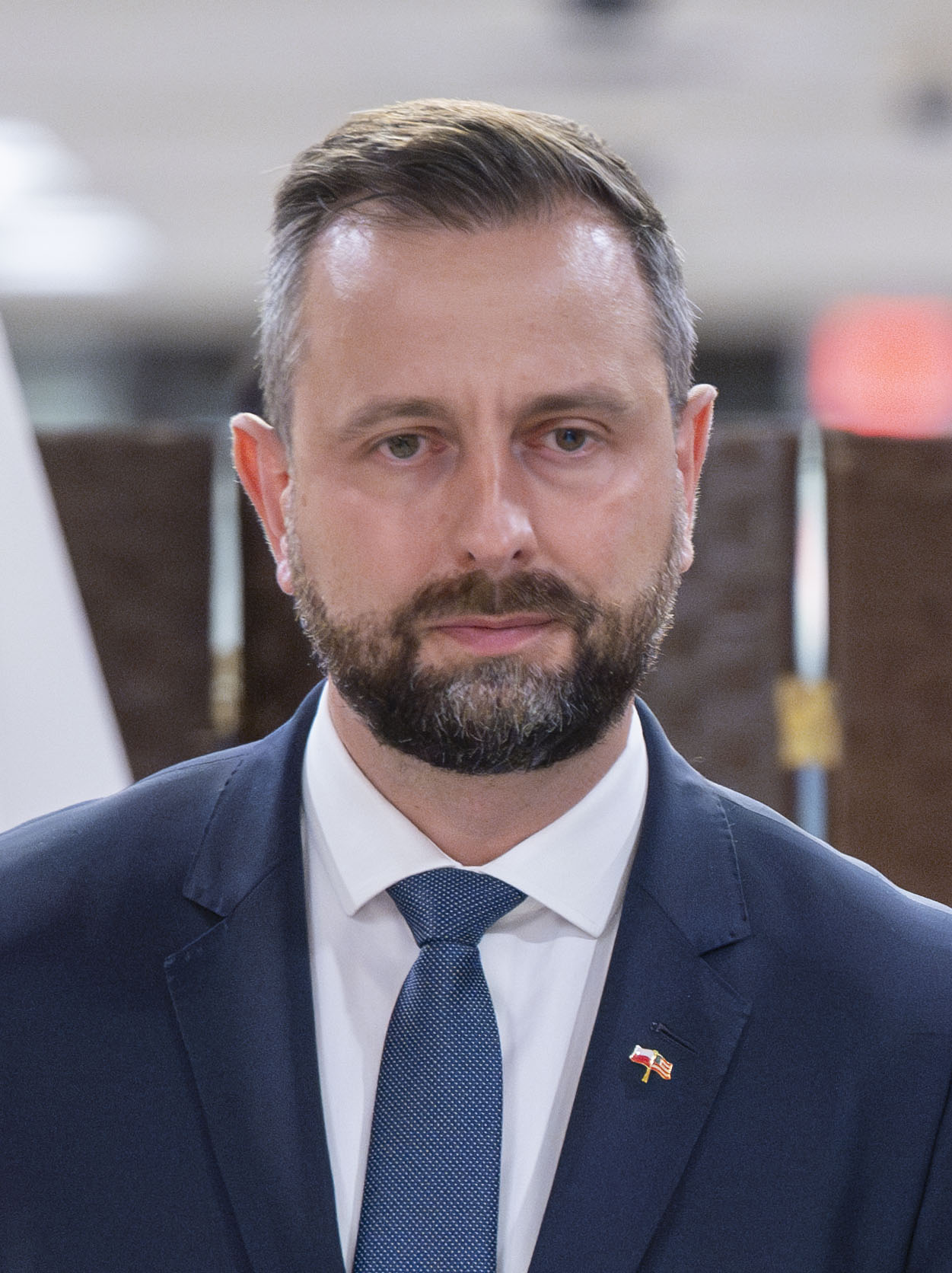
브와디스와프 코시니아크카미시

브와디스와프 마르친 코시니아크카미시(폴란드어: Władysław Marcin Kosiniak-Kamysz, 1981년 8월 10일 ~ )는 폴란드의 의사 출신 정치인으로, 2015년 이래 폴란드 인민당(PSL; 이하 인민당)의 총재직을 맡고 있다. 그는 2011년부터 2015년까지 도날트 투스크 및 에바 코파치 내각에서 노동사회부 장관을 지낸 이력이 있다.

## 생애
전 보건부 장관인 안제이 코시니아크카미시의 아들로, 야기에우워 대학교에서 의학을 전공했다. 대학교의 내과농약부 보조로 일했으며, 2010년 의사로 승진했다.
2010년 지방선거에 출마해 763표를 얻었으며, 당시 야체크 마이흐로프스키가 시장이었던 크라쿠프의 시의원으로 일할 수 있게 되었다.
2011년 8월 11일 제2차 투스크 내각의 노동사회부 장관으로 임명되었으며, 2015년 11월 16일까지 그 직을 맡았다.
2015년 총선에서 시민연단-인민당 연합은 과반 의석을 상실해 야당이 되었다. 이에 야누시 피에호친스키 총재가 선거 패배에 대한 책임을 지고 사퇴했으며, 코시니아크카미시는 11월 7일 총재직을 승계했다.
결혼했으나 지금은 이혼했다.

## 역대 선거 결과
| 선거명      | 직책명                             | 대수 | 정당          | 득표율 | 득표수    | 결과         | 당락                 |
| ----------- | ---------------------------------- | ---- | ------------- | ------ | --------- | ------------ | -------------------- |
| 2010년 선거 | 시의원 (크라쿠프 제3선거구)        | 6대  | 무소속        | 2.04%  | 763표     | -위          | 낙선                 |
| 2014년 선거 | 유럽의원 (포트카르파츠키에 선거구) | 8대  | 폴란드 인민당 | 3.18%  | 12 667표  | 비례대표 9번 | 낙선                 |
| 2015년 선거 | 하원의원 (타르누프 제15선거구)     | 8대  | 폴란드 인민당 | 4.17%  | 12 171표  | 비례대표 1번 | 폴란드 하원의원 당선 |
| 2019년 선거 | 하원의원 (타르누프 제15선거구)     | 9대  | 폴란드 인민당 | 9.73%  | 33 784표  | 비례대표 1번 | 폴란드 하원의원 당선 |
| 2020년 선거 | 폴란드의 대통령                    | 7대  | 폴란드 인민당 | 2.36%  | 459,365표 | 5위          | 낙선                 |
| 2023년 선거 | 하원의원 (타르누프 제15선거구)     | 10대 | 폴란드 인민당 | 12.42% | 50 139표  | 비례대표 1번 | 폴란드 하원의원 당선 |